# Фотограмметрія
Фотограмме́трія (грец. φως, у родовому відмінку φοτος — світло, γραμμα — написання, μετρεω — вимірюю) — наука, котра вивчає явища, форми й положення різних предметів у просторі, об'єкти та їх розміри шляхом вимірювань їх фотографічного зображення.
Фотограмметрія застосовується в геодезії, картографії, військовій справі, космічних дослідженнях.
За способом отримання знімків розрізняють наземну фотограмметрію та аерофотограмметрію.
Положення сфотографованого об'єкта визначають залежністю між координатами точок на фотознімку і об'єкта в натурі. Фотограмметрія широко застосовується для створення карт Землі, інших планет і Місяця, вимірювання геологічних елементів залягання порід і документації гірничих виробок, вивчення морських хвиль і течій і виконання підводних зйомок, проектування, зведення і експлуатації інж. споруд, у військовій справі тощо.

## Методи фотограмметрії
Фотограмметрія використовує методи багатьох дисциплін, включаючи оптику та проективну геометрію.
Тривимірні координати визначають положення об'єкта в тривимірному просторі. Координати зображення визначають положення точок об'єкта на плівці або цифровому сенсорі зображення. Просторова орієнтація камери визначається її розташуванням в просторі і напрямком її поля зору. Внутрішні параметри камери визначають геометричні параметри процесу зображення. В основному це фокусна відстань об'єктиву, але також можуть бути параметри дисторсії об'єктиву. Далі важливу роль відіграють додаткові дані спостереження: отримані за допомогою масштабної шкали, відомі відстані між двома точками в просторі, або відомі точки прив'язки, що створюють зв'язок із базовими одиницями вимірювання.
Алгоритми, що застосовуються в фотограмметрії зазвичай намагаються мінімізувати суму квадратичних похибок визначення координат і відносного зміщення контрольних точок. Така мінімізація відома англ. як «bundle adjustment» і часто здійснюється за допомогою алгоритму Левенберга-Марквардта.

### Стереофотограмметрія
Окремий випадок, що називається стереофотограмметрією, передбачає визначення тривимірних координат точок об'єкта на основі вимірювань зроблених за допомогою двох або більше фотографій отриманих з різних позицій (див. стереозображення). На кожному з зображень визначаються спільні точки. Лінію зору (або промінь) можна побудувати від місця розташування камери до точки об'єкта. Перетин таких променів (триангуляція) визначає тривимірне розташування точки. Більш складні алгоритми можуть враховувати додаткову інформацію про сцену, що відома a priori, наприклад симетрію, в деяких випадках це дозволяє реконструювати тривимірні координати лише з однієї позиції камери. Стереофотограмметрія розвивається як потужна безконтактна техніка вимірювання для визначення динамічних характеристик і форми коливання структур, що не обертаються і обертаються.